# Nerocila monodi
Nerocila monodi là một loài chân đều trong họ Cymothoidae. Loài này được Hale miêu tả khoa học năm 1940.